# 프레디 머큐리
프레디 머큐리(영어: Freddie Mercury, 1946년 9월 5일 ~ 1991년 11월 24일), 본명 파로크 불싸라(구자라트어: ફરોખ બલ્સારા‌ Farrokh Bulsara)는 잔지바르에서 태어난 영국의 음악가이자 음악 프로듀서이다. 퀸의 리드 보컬로서 4옥타브를 넘나드는 화려한 보컬이 압권이며 특유의 무대 장악력과 퍼포먼스로 록 역사상 최고의 보컬워크(Vocal Work)를 남긴 아티스트 중 한 명으로 손꼽힌다. 프레디 머큐리가 작곡한 곡들로 〈Bohemian Rhapsody〉, 〈We Are the Champions〉, 〈Love of My Life〉, 〈Crazy Little Thing Called Love〉, 〈Somebody to Love〉, 〈Killer Queen〉, 〈Don't Stop Me Now〉 등이 있다.

## 생애

### 유년시절
프레디 머큐리는 1946년 9월 5일 영국의 식민지였던 잔지바르에서 영국 총독부 공무원의 1남 1녀 중 첫째로 태어났다. 어릴 적 이름은 '파로크 불싸라'(구자라트어: ફરોખ બલ્સારા‌)였으며, 1953년에 여동생이 태어났다. 가계나 이름, 외모 등의 면에서 일반적인 영국인은 아니었다. 그의 아버지는 인도 국적을 가졌으며 8세기에 무슬림들에게 쫓겨 인도로 망명한 페르시아인 조로아스터교 교도의 후손(파르시인)이었다.

### 학창시절
프레디 머큐리는 인도의 뭄바이로 보내져 10년간 기숙학교에 다녔으며, 이 시기부터 프레디(Freddy; Frederick의 애칭)라는 별칭을 사용하였다. 학창시절 프레디는 '헥틱스(Hectics)'라는 밴드를 결성하였는데, 그 때는 리드 보컬을 맡지 않고 키보드를 연주했다.
1964년에 잔지바르에서 아랍인과 인도인을 규탄하는 운동이 일어나자 프레디 머큐리의 가족은 영국으로 완전히 이주하였고, 프레디는 1969년에 런던의 일링 칼리지(Ealing College, 현 웨스트 런던 대학교)에서 그래픽 디자인 학위를 받았다. 이 무렵 영국 시민권을 얻으면서 본명을 인도식 이름인 '파로크 불사라'에서 영어식으로 '프레드릭 불사라'로 개명했다. 그후 1970년 '프레디 머큐리' 로 개명한다. 프레디 머큐리는 히드로 공항에서 잠깐 일한 적이 있는데, 후에 후배 직원들이 Queen의 I want to break free에 맞추어 춤춘 영상이 공개되어 화제가 된 적 있다.

### 음악 활동

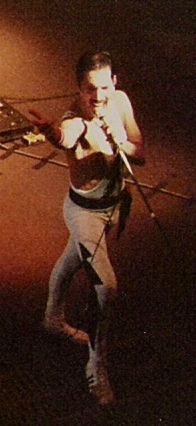
1984년의 프레디 머큐리

프레디는 1960년대 후반 아마추어 밴드 아이벡스(Ibex)에서 리드 보컬로 활약했는데, 후에 퀸의 앨범에 수록되는 〈Stone Cold Crazy〉와 〈Liar〉의 기본이 되는 곡을 이 시기에 작곡했다고 한다.
1970년대에 접어들어 팀 스태플(Tim Staffell), 로저 테일러, 브라이언 메이는 밴드 스마일에서 활동하였는데, 보컬 팀 스태플이 험피 봉(Humpy Bong)으로 이적하기 위해 스마일에서 탈퇴하자, 프레디는 브라이언과 로저와 함께 퀸을 결성하였으며, 베이시스트로 존 디콘을 직접 선발하였다. 당시 멤버들이 Queen이라는 이름을 반대한 이유는 퀸이라는 단어가 주로 여왕으로 쓰이기도 하지만 게이라는 뜻도 포함하고 있었다. 하지만 프레디의 고집으로 퀸이라는 이름이 탄생하였다.
1970년대 중후반, 감히 퀸의 시대라고 할 수 있다. 4집과 5집의 성공, 그리고 6집 News of the world는 퀸의 인기에 정점을 찍는다. we will rock you, 프레디가 작곡한 we are the champion이 앨범에서 나왔다. 7집과 8집은 특히 미국에서 성공을 하였고 미국 진출의 큰 기여를 한다. 프레디는 뉴욕에 집 2채를 사는 등 미국에 대한 사랑이 엄청났다.
1980년대 10집의 실패로 1980년 초에는 퀸 활동을 잠시 쉬면서 프로듀서 리처드 울프(Richard Wolf)의 작업에 참여하고 영화 《메트로폴리스》의 재개봉 사운드트랙 작업에도 참여하는 등 활동의 폭을 넓혔다.
1985년에는 솔로 앨범 《Mr. Bad Guy》를 발매하였고, 영국 음반 차트 6위에 올랐다. 싱글 발매된 〈I Was Born to Love You〉는 특히 큰 인기를 끌었다. 그리고 11집 The works를 발매하고 해체설에 시달리던 퀸은 Live aid에서 보여준 단 20분간의 공연으로 해체설을 일단락 시켰다.
1986년에 발매한 12번째 앨범 A kind of magic이 최후의 하이랜더 ost가 되었고 이는 크게 성공한다.
1988년에는 오페라 가수 몽세라 카바예(Montserrat Caballé)와 협업하여 솔로 2집 《Barcelona》를 발매한다. 프레디와 몽셰리 카바예가 스페인 국왕을 위해 바친 How can i go on과 The golden boy는 아직도 회자되는 곡들이다. 동명의 앨범 수록곡인 〈Barcelona〉는 1992년 바르셀로나 올림픽 공식 주제가로 선택되었으나, 프레디의 사망 이후 주제가 선정이 취소되고 호세 카레라스와 사라 브라이트만이 부른 〈Amigos para Siempre〉로 대체되었다. 올림픽 주제가 선정 과정에 힘입어 《Barcelona》는 1992년 재발매되었고 빌보드 앨범 차트에서 6위를 기록했으며, 특히 수록곡 〈Barcelona〉는 영국과 네덜란드에서 2위까지 올랐다.
1989년 13집 The miracle을 발매하며 음악성을 인정 받았고 이때부터 작곡명의를 퀸으로 바꾸었다. 하지만 이때부터 프레디는 점점 야위었고 투어도 취소하고 언론의 무차별 의혹 기사로 큰 곤혹에 시달렸다.
"에오!"나 "마마~"로 유명한 가수이다.

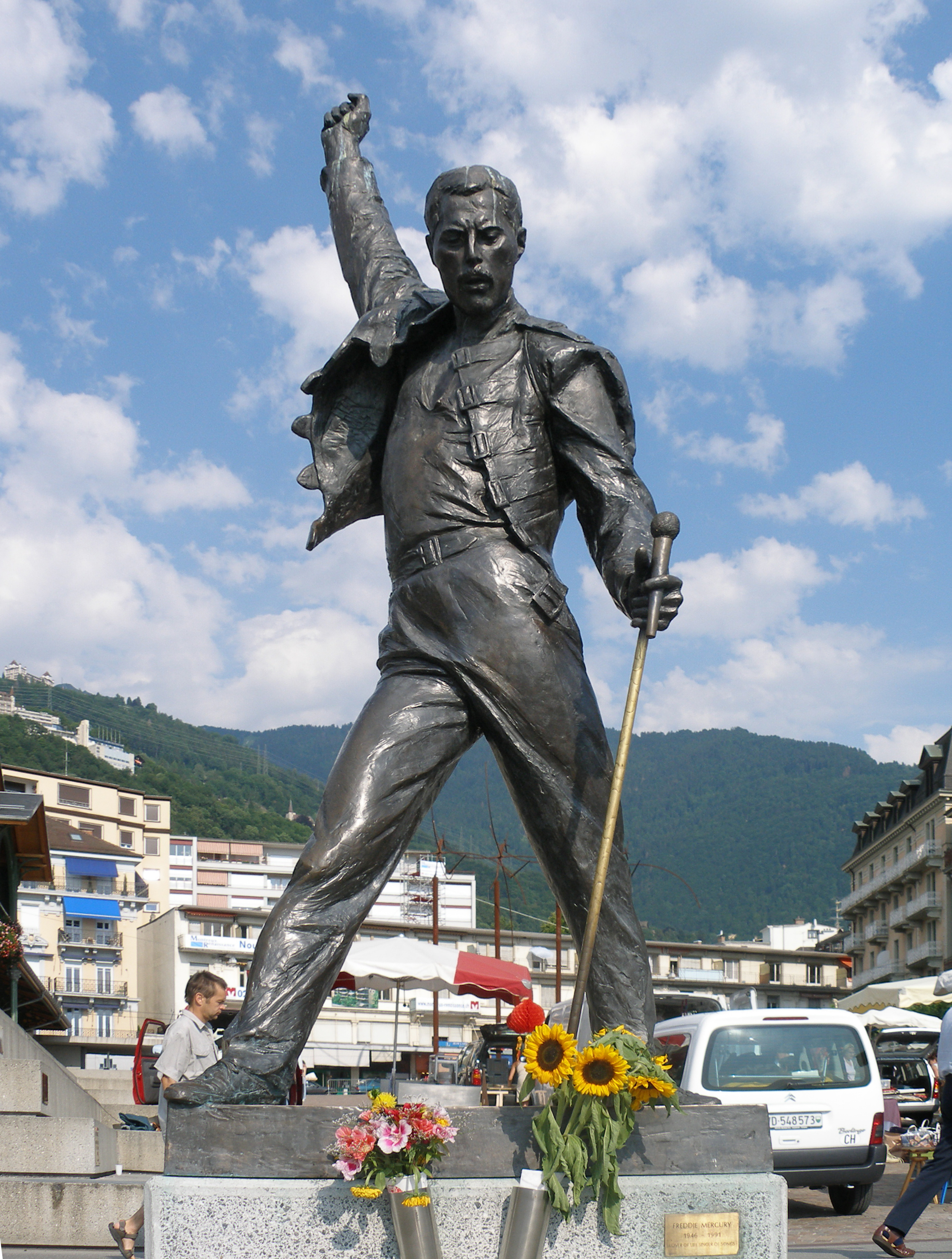
프레디 머큐리의 동상(스위스)

### 사망과 추모
1990년 퀸과 함께 그들의 마지막 앨범이 되어버린《Innuendo》레코딩을 시작한 후 공적인 자리에서 사라진 듯 했던 그는 I'm going slightly mad와 These are the days of our lives에서 너무 야윈 모습으로 등장했다. 결국 1991년 11월 22일 자신이 에이즈 투병중이라는 사실을 언론에 공개하였고, 에이즈와의 투쟁에 동참해 줄 것을 호소한지 하루 뒤 11월 24일 자신의 집에서 폐렴 등의 합병증으로 45세 나이에 숨을 거두었다.
1992년 4월 20일 부활절, 그를 추모하기 위한 거대한 공연이 영국 런던 웸블리 경기장에서 거행되었으며 퀸의 나머지 멤버들과 엘튼 존, 데이비드 보위, 조지 마이클, 익스트림, 건즈 앤 로지스, 메탈리카, 밥 겔도프, 로버트 플랜트 등 최정상급 음악가들이 대거 참여했다. 이 콘서트는 전세계 TV로 생중계되어 약 10억명 이상의 사람들이 시청하였다.
1995년에 《Made in Heaven》이 발매되었고, 이 앨범에는 〈A Winter's Tale〉 뿐 아니라 퀸의 미발표 곡들, 1991년 《Innuendo》 발매 이후에 녹음한 곡들, 프레디 머큐리 사망 2주전 녹음한 곡 〈Mother Love〉, 그의 솔로곡들을 나머지 퀸 멤버들이 편곡한 곡들 등이 담겨졌다.
2011년 프레디 머큐리 출생 65주년을 기념하여 구글에서 그를 추모하기 위한 스페셜로고와 모션그래픽을 선보이기도 하였다.
2012년 8월 13일 런던 올림픽 폐막식에서 프레디 머큐리는 1986년 웸블리 콘서트 당시 실황 중계 영상의 홀로그램으로 등장하여 세상을 떠난지 20년 만에 이루지 못했던 올림픽 공연을 이루었다. 그리고 브라이언 메이와 로저 테일러는 We will rock you를 연주했다.
브라이언 메이는 프레디 머큐리 탄생 70주년을 기념해 17473 프레디머큐리라는 소행성에 그의 이름이 붙었다.
현재 퀸의 활동을 담은 영화 보헤미안 랩소디의 흥행으로 다시금 큰 인기를 얻고있다. 그리고 이 인기에 더불어 퀸은 2020년 1월 18일과 19일에 고척돔에서 내한 공연을 진행했다.

## 프레디 머큐리의 솔로 앨범
- Mr. Bad Guy(1985)

- The great pretender(1987)

- Barcelona(1988 with 몽셰리 카바예)

- Living on my own .remix(1993)

- Time waits for no one(2019)

- Love me like there's no tomorrow(2019)

## 디스코그래피
- 《Mr. Bad Guy》(1985년)
- 《Barcelona》(1988년)
- 《The Freddie Mercury Album(The Great Pretender)》(1992년)
- 《The Solo Collection》(2000년)
- 《Lover of Life, Singer of Songs》(2006년)